# Asopus Vallis
L'Asopus Vallis è una struttura geologica della superficie di Marte.